# Daina Gudzinevičiūtė
Daina Gudzinevičiūtė (Vilnius, 23 de desembre de 1965) és una tiradora esportiva lituana. A més de campiona olímpica (va guanyar la medalla d'or als Jocs Olímpics de Sydney el 2000), és presidenta del Comitè Nacional Olímpic de Lituània i membre del Comitè Olímpic Internacional.

## Resultats
| 1988 | Campionat d'Europa      | Istambul, Turquia                | 1  | Fossa       | 186        |
| 1992 | Campionat d'Europa      | Istambul, Turquia                | 2  | Fossa doble | 93+25      |
| 1992 | Campionat d'Europa      | Istambul, Turquia                | 3  | Fossa       | 180        |
| 1993 | Campionat mundial       | Barcelona, Catalunya             | 7  | Fossa doble | 103        |
| 1994 | Campionat mundial       | Fagnano, Itàlia                  | 22 | Fossa doble | 93         |
| 1995 | Campionat mundial       | Nicòsia, Xipre                   | 9  | Fossa doble | 102        |
| 1996 | Jocs Olímpics           | Atlanta, Estats Units            | 10 | Fossa doble | 101        |
| 1997 | Campionat mundial       | Lima, Perú                       | 13 | Fossa       | 56         |
| 1997 | Campionat mundial       | Lima, Perú                       | 24 | Fossa doble | 88         |
| 1998 | Campionat mundial       | Fagnano, Itàlia                  | 4  | Fossa       | 112        |
| 1998 | Campionat mundial       | Barcelona, Catalunya             | 38 | Fossa doble | 60         |
| 1998 | Campionat mundial       | Barcelona, Catalunya             | 23 | Fossa doble | 95         |
| 1999 | Campionat mundial       | Tampere, Finlàndia               | 36 | Fossa       | 59         |
| 1999 | Campionat mundial       | Tampere, Finlàndia               | 34 | Fossa doble | 85         |
| 2000 | Jocs Olímpics           | Sydney, Austràlia                | 1  | Fossa       | 71+22 (OR) |
| 2001 | Campionat mundial       | El Caire, Egipte                 | 9  | Fossa       | 66         |
| 2001 | Campionat mundial       | El Caire, Egipte                 | 21 | Fossa doble | 94         |
| 2002 | Campionat mundial       | Lahti, Finlàndia                 | 2  | Fossa       | 69+23      |
| 2002 | Pasaulio taurės finalas | Lonato del Garda, Itàlia         | 8  | Fossa       | 62         |
| 2003 | Campionat mundial       | Nicòsia, Xipre                   | 14 | Fossa       | 66         |
| 2004 | Jocs Olímpics           | Atenes, Grècia                   | 14 | Fossa       | 55         |
| 2005 | Campionat mundial       | Lonato del Garda, Itàlia         | 36 | Fossa       | 62         |
| 2005 | Camionat d'Europa       | Belgrad, Sèrbia i Montenegro     | 2  | Fossa       | 69+22      |
| 2006 | Campionat mundial       | Zagreb, Croàcia                  | 52 | Fossa       | 58         |
| 2007 | Campionat mundial       | Nicòsia, Xipre                   | 6  | Fossa       | 66+14      |
| 2006 | Campionat mundial       | Zagreb, Croàcia                  | 14 | Fossa doble | 80         |
| 2008 | Joc Olímpics            | Pequín, Xina                     | 5  | Fossa       | 69+17      |
| 2009 | Campionat mundial       | Maribor, Eslovènia               | 15 | Fossa       | 69         |
| 2009 | Pasaulio taurės etapas  | Ciutat de San Marino, San Marino | 1  | Fossa       | 68+20      |
| 2009 | Pasaulio taurės finalas | Pequín, Xina                     | 10 | Fossa       | 50         |
| 2009 | Campionat d'Europa      | Osijek, Croàcia                  | 2  | Fossa       | 69+19      |
| 2011 | Campionat mundial       | Belgrad, Sèrbia                  | 30 | Fossa       | 68         |
| 2012 | Jocs Olímpics           | Londres, Regne Unit              | 14 | Fossa       | 66         |